# Ian Kerr (Leichtathlet)
Ian Kerr (* 1. Mai 1996 in Nassau) ist ein bahamaischer Leichtathlet, der sich auf den Sprint spezialisiert hat. Sein Zwillingsbruder Kohen Kerr ist als Schwimmer aktiv.

## Sportliche Laufbahn
Erste internationale Erfahrungen sammelte Ian Kerr bei den CARIFTA Games 2012 in Hamilton, bei denen er in 10,89 s den fünften Platz im 100-Meter-Lauf in der U17-Altersklasse belegte. Zudem gewann er mit der bahamaischen 4-mal-100-Meter-Staffel in 41,98 s die Silbermedaille. Im Jahr darauf schied er bei den Jugendweltmeisterschaften in Donezk mit 11,04 s in der ersten Runde über 100 Meter aus und schied im 200-Meter-Lauf mit 21,91 s im Halbfinale aus. Zudem gelangte er mit der Sprintstaffel (1000 Meter) mit 1:52,97 min auf den fünften Platz. Bei den CARIFTA Games 2014 in Fort-de-France belegte er in 21,45 s den sechsten Platz über 200 Meter in der U20-Altersklasse und gewann mit der 4-mal-100-Meter-Staffel in 40,35 s die Silbermedaille. Anschließend gelangte er bei den CAC-Juniorenmeisterschaften in Morelia mit 11,69 s auf den achten Platz über 100 Meter und belegte mit der Staffel in 41,18 s den fünften Platz. Über 200 Meter wurde er in 21,88 s Achter und mit der 4-mal-400-Meter-Staffel erreichte er mit 3:15,17 min Rang vier. Daraufhin schied er bei den Juniorenweltmeisterschaften in Eugene mit 21,45 s in der ersten Runde über 200 Meter aus. Im selben Jahr zog er in die Vereinigten Staaten und absolvierte dort eine Ausbildung am Western Texas College. 2015 belegte er bei den Panamerikanischen Juniorenmeisterschaften im kanadischen Edmonton in 20,97 s den vierten Platz über 200 Meter und gewann mit der 4-mal-100-Meter-Staffel in 40,32 s die Silbermedaille. Im Jahr darauf verpasste er bei den U23-NACAC-Meisterschaften in San Salvador mit 10,75 s den Finaleinzug über 100 Meter und gewann über 200 Meter in 20,83 s die Bronzemedaille hinter dem Kubaner Reynier Mena und Stanly del Carmen aus der Dominikanischen Republik. Zudem gewann er mit der Staffel in 39,85 s die Bronzemedaille hinter den Teams aus den Vereinigten Staaten und Jamaika. Zudem begann er im selben Jahr ein Studium an der Adams State University in Colorado.
Bei den IAAF World Relays 2017 auf den Bahamas wurde er mit der 4-mal-200-Meter-Staffel wegen eines Dopingverstoßes eines Teammitglieds disqualifiziert und 2022 belegte er bei den NACAC-Meisterschaften in Freeport in 20,53 s den vierten Platz über 200 Meter. Zudem wurde er auch mit der 4-mal-100-Meter-Staffel in 39,42 s Vierter. Bei den World Athletics Relays 2024 auf den Bahamas verpasste er mit der 4-mal-100-Meter-Staffel eine Direktqualifikation für die Olympischen Sommerspiele in Paris. Jedoch qualifizierte er sich über 200 Meter für die Spiele und schied dort mit 20,60 s in der Hoffnungsrunde aus.
In den Jahren 2016 und von 2022 bis 2024 wurde Kerr bahamaischer Meister im 200-Meter-Lauf sowie 2023 auch in der 4-mal-100-Meter-Staffel.

## Persönliche Bestzeiten
- 100 Meter: 10,14 s (−1,3 m/s), 9. April 2022 in Atlanta
- 200 Meter: 20,33 s (+0,7 m/s), 18. Mai 2024 in Fort-de-France